# مينورو كوغيما
مينورو كوغيما (باليابانية: 室姫深؛ بالكانا: むろひめ しん) هو منتج أسطوانات وملحن وعازف قيثارة ياباني، ولد في 11 أكتوبر 1968 في يوكوهاما في اليابان.

## وصلات خارجية
- مينورو كوغيما على موقع ميوزك برينز (الإنجليزية)